# Sadków (Żórawina)
Sadków  − część wsi Żórawina w Polsce, położona w województwie dolnośląskim, w powiecie wrocławskim, w gminie Żórawina.
W latach 1975−1998 Sadków administracyjnie należał do województwa wrocławskiego.